# César Martingil
Feiteira Martingil est un nom portugais ; le premier nom de famille (d'usage facultatif) est Feiteira et le second est Martingil.
César Alexandre Feiteira Martingil (né le 10 janvier 1995 à Salvaterra de Magos) est un coureur cycliste portugais. Il participe à des compétitions sur route et sur piste.

## Biographie
Fin juillet 2019, il est présélectionné pour représenter son pays aux championnats d'Europe de cyclisme sur route.

## Palmarès sur route

### Par année
- 2011
  -  Champion du Portugal sur route cadets
- 2013
  -  Champion du Portugal sur route juniors
- 2015
  - 1re étape du Tour de la province de Valence
- 2016
  - Volta a Maia[2]
  - Circuit de Moita
  - 2e de la Coupe du Portugal espoirs
- 2017
  - 2e étape du Tour de Galice
  - 2e de la Prova de Abertura
  - 2e du Tour des Terres de Santa Maria da Feira
- 2018
  - Circuit de Bombarral
  - 2e du Circuit de Moita
- 2019
  - Clássica da Primavera
- 2021
  - 6e étape du Grande Prémio Jornal de Notícias
  - 2e de la Clássica Viana do Castelo
- 2022
  - 3e de la Prova de Abertura
- 2023
  - 2e du Circuit de Nafarros
- 2024
  - Circuit de Malveira
  - 3e de la Clássica de Santo Thyrso

### Classements mondiaux
| Année                                 | 2015 | 2016  | 2017 | 2018  | 2019  | 2020 | 2021 | 2022 | 2023  | 2024  |
| ------------------------------------- | ---- | ----- | ---- | ----- | ----- | ---- | ---- | ---- | ----- | ----- |
| Classement mondial                    |      | 2200e | nc   | 2308e | 3029e | nc   | nc   | nc   | 2248e | 3039e |
| UCI Europe Tour                       | 648e | 1867e | nc   | 1544e | 1859e | nc   | nc   | nc   | nc    | nc    |
| UCI Asia Tour                         | nc   | 474e  | nc   | nc    |       |      |      |      |       |       |
|                                       |      |       |      |       |       |      |      |      |       |       |
| Légende : nc = non classéSource : UCI |      |       |      |       |       |      |      |      |       |       |

## Palmarès sur piste

### Championnats nationaux
| - 2010 - Champion du Portugal de vitesse cadets - 2011 - Champion du Portugal de vitesse cadets - 2e du championnat du Portugal de poursuite cadets - 3e du championnat du Portugal de course aux points cadets - 2012 - Champion du Portugal du kilomètre juniors - 2e du championnat du Portugal de course à élimination juniors - 2013 - Champion du Portugal de vitesse juniors - Champion du Portugal de poursuite par équipes juniors - 2e du championnat du Portugal de poursuite juniors - 3e du championnat du Portugal de course aux points juniors - 2014 - 2e du championnat du Portugal de poursuite par équipes espoirs - 2015 - 3e du championnat du Portugal d'omnium - 2016 - 3e du championnat du Portugal de poursuite | - 2017 - 3e du championnat du Portugal de poursuite - 2018 - 2e du championnat du Portugal de scratch - 3e du championnat du Portugal d'omnium - 3e du championnat du Portugal de poursuite - 2019 - 2e du championnat du Portugal de course aux points - 2e du championnat du Portugal de scratch - 2e du championnat du Portugal de l'américaine - 3e du championnat du Portugal de scratch - 2020 - 3e du championnat du Portugal d'omnium - 2021 - 2e du championnat du Portugal de l'américaine - 2025 - Champion du Portugal du scratch |  |